# Blodiga onsdagen

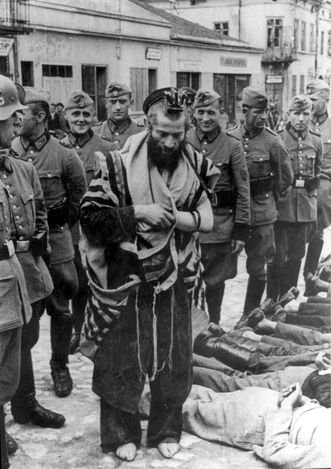
Medlemmar ur Ordnungspolizei trakasserar rabbinen Moshe Yitzchak Hagerman.

Blodiga onsdagen ägde rum i Olkusz i Provinsen Övre Schlesien (tysk: Provinz Oberschlesien) i det tyskockuperade Polen (till 1939 Olkusz tillhörde Kielce vojvodskap i Polen) den 31 juli 1940.
Den 16 juli 1940 sköts en tysk polisman ihjäl i Olkusz. Som vedergällning lät de tyska myndigheterna avrätta tjugo män offentligt. Flera tusen människor i åldrarna 15 till 55 år fördes till tre olika platser i staden och tvingades ligga helt stilla med ansiktet mot marken. Under flera timmar utsattes de för brutal tortyr och trakasserier.

### Webbkällor
- ”This Month in Holocaust History: July 31, 1940” (på engelska). Yad Vashem. Arkiverad från originalet den 30 april 2012. https://www.webcitation.org/67JklvUGJ?url=http://www1.yadvashem.org/yv/en/exhibitions/this_month/july/04.asp. Läst 30 april 2012.